# Farmaci (ort i Montenegro)
Farmaci är en ort i Montenegro. Den ligger i den södra delen av landet. Farmaci ligger 40 meter över havet och antalet invånare är 182.
Terrängen runt Farmaci är kuperad västerut, men österut är den platt.ref name = "vp"/> Trakten runt Farmaci består till största delen av jordbruksmark.